# Martin Terrier
Martin Albert Frédéric Terrier (Armentières, 4 de março de 1997) é um futebolista profissional francês que atua como atacante. Atualmente defende o Bayer Leverkusen.

## Carreira
Martin Terrier começou a carreira no Lille.
Em julho de 2020 foi contratado pelo Rennes. 

## Títulos
Bayer Leverkusen
- Supercopa da Alemanha: 2024

### Prêmios individuais
- Seleção da Ligue 1: 2021–22